# Ewald Schäffner
Ewald Schäffner (* 17. November 1948) ist ein ehemaliger deutscher Fußballspieler. Der Abwehrspieler absolvierte für den Karlsruher SC in der Saison 1975/76 in der Fußball-Bundesliga 27 Ligaspiele und erzielte dabei zwei Tore.

## Karriere

### Nürnberg, bis 1971
Schäffner entstammt der Nachwuchsabteilung des 1. FC Kirchheim in Unterfranken; von dort wurde das Talent in die Jugendabteilung des Bundesligisten 1. FC Nürnberg geholt. In der Saison 1966/67 debütierte der Abwehr- und Mittelfeldspieler beim Länderspiel am 14. Februar 1967 in Mönchengladbach gegen England in der Jugendnationalmannschaft des DFB. Er bestritt sein Debüt an der Seite der Mitspieler Gerhard Heinze, Egon Schmitt, Josef Pirrung, Rainer Zobel und Roland Weidle. Nach Erfolgen im März 1967 gegen die Niederlande in der Qualifikation, war die DFB-Juniorenauswahl für das UEFA-Juniorenturnier im Mai in der Türkei qualifiziert. Durch das mit 0:1 Toren verlorene Startspiel gegen Frankreich reichten auch die zwei folgenden Erfolge gegen Österreich (2:1) und Ungarn (3:1) nicht mehr zum Weiterkommen der DFB-Junioren. Schäffner hatte die zwei Qualifikations- wie auch die drei Gruppenspiele beim Turnier bestritten.
Bei den Franken gestaltete sich der Übergang in den Profifußball für den Jugendnationalspieler schwierig. In seinem ersten Jahr, der Saison 1967/68 wurde er zwar theoretisch Deutscher Meister unter Trainer Max Merkel, kam aber dabei nicht zum Einsatz. Nur die Neuzugänge Zvezdan Čebinac (33-3) und August Starek (24-5) schafften es in die Stammbesetzung des Wiener Erfolgstrainers. Gegen die gesetzten Akteure in der Defensive mit Horst Leupold, Fritz Popp, Ludwig Müller, Karl-Heinz Ferschl und Ferdinand Wenauer hatte der Nachwuchsspieler keine Einsatzchance. Auch in der sensationellen Abstiegssaison des amtierenden Deutschen Meisters 1968/69 kam Schäffner zu keinem Bundesligaeinsatz. Erst in der Rückrunde der Saison 1969/70 in der Fußball-Regionalliga Süd, unter Trainer Kuno Klötzer, kam er zu seinem ersten Pflichtspieleinsatz für Nürnberg. Er debütierte am 1. März 1970 beim 4:0-Erfolg im Frankenderby gegen die SpVgg Fürth an der Seite von Leupold, Wenauer und Amand Theis. Am Rundenende stand der Bundesligaabsteiger auf dem dritten Rang und Schäffner hatte 13 Spiele (1 Tor) in der Regionalliga absolviert. Als der 1. FC Nürnberg in der Saison 1970/71 den Meistertitel in der Regionalliga Süd erringen konnte, war er zu 17 Einsätzen gekommen. In der folgenden Aufstiegsrunde bestritt er gegen Fortuna Düsseldorf, Borussia Neunkirchen, FC St. Pauli und Wacker 04 Berlin alle acht Spiele, aber der Club enttäuschte mit dem vierten Rang. Im Sommer 1971 beendete der 22-jährige Schäffner seine Aktivität beim 1. FC Nürnberg und schloss sich der SpVgg Bayreuth an.

### Bayreuth und Karlsruhe, 1971 bis 1976
In der Wagnerstadt waren die Schwarz-Gelben zur Saison 1971/72 in die Regionalliga Süd zurückgekehrt. Unter Trainer Jenő Vincze debütierte Schäffner am 15. August 1971 bei der 0:1-Heimniederlage gegen den Karlsruher SC mit der Spielvereinigung in der Regionalliga Süd. Er bildete zusammen mit Siegfried Grimm und Herbert Horn das Mittelfeld der Vincze-Elf. Die beiden Spiele gegen seinen vormaligen Verein 1. FC Nürnberg endeten jeweils mit einem 1:1-Remis. Am Rundenende konnte Bayreuth mit dem 13. Rang den Klassenerhalt bewerkstelligen und Schäffner hatte dabei in 35 Einsätzen ein Tor erzielt. In seinem zweiten Spieljahr bei der Spielvereinigung, 1972/73, spielte sich die Elf um Manfred Größler und dem Neuzugang Wolfgang Böhni überraschend auf den vierten Rang. Dabei hatte Bayreuth am 17. Februar 1973 mit einem 2:1-Auswärtserfolg vor 27.000 Zuschauern beim 1. FC Nürnberg aufhorchen lassen. Auch dabei bildeten Grimm, Horn und Schäffner das Mittelfeld. Nach insgesamt 63 Ligaspielen mit zwei Toren unterschrieb Schäffner zur letzten Runde der alten Zweitklassigkeit der Regionalliga, 1973/74, einen neuen Vertrag beim Karlsruher SC und wechselte zu den Blau-Weißen nach Baden.
Der neue Trainer im Wildparkstadion, Carl-Heinz Rühl, vertraute Schäffner die Chefrolle in der Abwehr, die Position des Liberos vor dem Torhüterdenkmal Rudi Wimmer, an. Der Erfolg stellte sich aber nicht auf die Schnelle ein, der KSC beendete das letzte Regionalligajahr 1973/74 – im Frühjahr 1974 hatte Roland Schmider das Amt des 1. Vorsitzenden beim KSC übernommen – auf dem achten Rang und Schäffner hatte dabei in 26 Ligaspielen (2 Tore) mitgewirkt. Sein Geschick in der Abwehrorganisation und die Qualität im Spielaufbau hatte der Mann aus Franken dabei aber schon unter Beweis gestellt. Als zur ersten Saison in der neuen 2. Fußball-Bundesliga, 1974/75 , – am 30. Juni 1973 hatte der Bundestag des DFB in Frankfurt die Einführung einer zweigeteilten 2. Bundesliga als Unterbau der Bundesliga beschlossen –, sich die Offensive der Karlsruher mit Bernd Hoffmann, Martin Kübler und Peter Gutzeit deutlich verbesserte, gelang dem ehemaligen Gründungsmitglied der Bundesliga aus der Saison 1963/64, der Titelgewinn und damit die Rückkehr in die Bundesliga. Karlsruhe startete am 3. August 1974 mit einem 3:2-Auswärtserfolg gegen den FC Homburg in die neue Liga. Mit einem verwandelten Foulelfmeter in der 46. Spielminute hatte Libero Schäffner für seine Mannschaft den zwischenzeitlichen 1:1-Ausgleich gesorgt. Nach der Hinrunde führte die Elf aus dem Wildpark mit 27:11 Punkten die Tabelle an. Nach 23 Spielen in Folge, beim 1:0-Erfolg am 15. Februar 1975 gegen den 1. FC Saarbrücken, erlitt der KSC-Abwehrchef aber eine massive Bänderdehnung im Knöchelbereich, die ihn anschließend bis zum Rundenende daran hinderte, nochmals auf dem Platz für den KSC in der Meisterschaftsrunde aktiv zu werden. Schäffner hatte mit Torhüter Rudi Wimmer und den Abwehrkollegen Jürgen Radau, Rainer Ulrich, Gerd Komorowski und Günther Fuchs die Defensive des ersten Meisters der 2. Bundesliga in der Gruppe Süd in der Saison 1974/75 gebildet.
Zur Runde 1975/76 hatte es der ehemalige Jugendnationalspieler des 1. FC Nürnberg endlich geschafft, er debütierte am 9. August 1975, beim 2:0-Auswärtserfolg bei Eintracht Frankfurt, in der Fußball-Bundesliga. Die KSC-Abwehrformation war mit Torhüter Siegfried Kessler, Jürgen Kalb, Schäffner, Ulrich und Fuchs dabei Garant des Sieges. Karlsruhe schaffte mit Tabellenplatz 15. den Klassenerhalt, Schäffner spielte in 27 Spielen (2 Tore) im Oberhaus des deutschen Fußballs. Durch die Verpflichtung des Kölner Liberos in der Wintertransferperiode, Karl-Heinz Struth, war für den Franken mit dem Einsatz am 29. Mai 1976, bei der 0:1-Auswärtsniederlage beim MSV Duisburg, aber bereits nach einer Saison das Kapitel Bundesliga erledigt.

### Augsburg, 1976 bis 1979
Die letzten drei Jahre seiner Karriere als Spieler verbrachte er beim FC Augsburg. Unter Trainer Max Merkel debütierte er am 12. Dezember 1976 in der Fuggerstadt beim 2:1-Heimerfolg gegen die Stuttgarter Kickers im Rosenaustadion. Er agierte als Libero bei den Grün-Weiß-Roten und bildete zusammen mit Torhüter Benno Larsen und den Abwehrspielern Heinz Michallik, Edgar Schneider und Werner Killmaier die Defensive. Am Rundenende stand der FCA auf dem neunten Rang und Schäffner hatte 15 Spiele (1 Tor) absolviert. In seinem zweiten Augsburger Jahr, 1977/78, fehlte er unter dem neuen Trainer Werner Olk lediglich in vier Spielen und organisierte in 34 Pflichtspielen die Defensive des FCA, der den 14. Platz belegte. Schäffner verabschiedete sich mit dem 6:5-Auswärtssieg am 9. Juni 1979 beim FC Hanau 93 aus dem Profibereich. Insgesamt steht der gelernte Zahntechniker und Sohn eines Zahnarztes mit 27 (2) Bundesligaspiele, 94 (3) 2. Bundesligaspiele, 119 (5) Regionalligaspiele und acht Aufstiegsrundenspielen in der Statistik.
Zur Saison 1979/80 schloss er sich dem ASV Neumarkt in der Bayernliga an.